# Lampides sydra
Lampides sydra är en fjärilsart som beskrevs av Hans Fruhstorfer 1916. Lampides sydra ingår i släktet Lampides och familjen juvelvingar. Inga underarter finns listade i Catalogue of Life.